# Hacking to the Gate
A Hacking to the Gate Itó Kanako japán énekesnő tizenötödik kislemeze, amely 2011. április 27-én jelent meg a Frontier Works kiadó jóvoltából. A dal Itó Vector című válogatásalbumának negyedik kislemeze.
A korong címadó dala a Steins;Gate című visual novel animeadaptációjának főcímdalaként hallható. A lemez limitált kiadásához egy bónusz DVD-t csomagoltak, melyen a Hacking to the Gate videóklipje látható.
A lemez a tizenhetedik helyen mutatkozott be az Oricon eladási listáján 6791 eladott példánnyal. A listán tizenkilenc hetet töltött el és összesen több, mint 14 000 példány kelt el belőle.

## Számlista
| CD (MFCZ-1006) | CD (MFCZ-1006)                  | CD (MFCZ-1006)   | CD (MFCZ-1006)    | CD (MFCZ-1006)  | CD (MFCZ-1006) | CD (MFCZ-1006) | CD (MFCZ-1006) | CD (MFCZ-1006) | CD (MFCZ-1006) |
| #              | Cím                             | Dalszöveg        | Zene              | Hangszerelő     | Hossz          |                |                |                |                |
| -------------- | ------------------------------- | ---------------- | ----------------- | --------------- | -------------- | -------------- | -------------- | -------------- | -------------- |
| 1.             | Hacking to the Gate             | Sikura Csijomaru | Sikura Csijomaru  | Iszoe Tosimicsi | 5:11           |                |                |                |                |
| 2.             | Reliance                        | Itó Kanako       | Adanija Maszajuki | Iszoe Tosimicsi | 4:14           |                |                |                |                |
| 3.             | Hacking to the Gate (Off Vocal) | –                | Sikura Csijomaru  | Iszoe Tosimicsi | 5:11           |                |                |                |                |
| 4.             | Reliance (Off Vocal)            | –                | Adanija Maszajuki | Iszoe Tosimicsi | 4:27           |                |                |                |                |
| 18:50          |                                 |                  |                   |                 |                |                |                |                |                |

| 1. | Hacking to the Gate videóklip | 4:11 |